# Andreas Keuser
Andreas Keuser (Salzkotten, Rin del Nord-Westfàlia, 14 d'abril de 1974) és un ciclista alemany, professional des del 2009 i actualment a l'equip Kuwait-Cartucho.es.
Al 2011 va donar positiu en testosterona i va ser suspès per dos anys.

## Palmarès
- 2011
  - 1r al Tour de Tràcia
  - Vencedor d'una etapa de la Volta a Romania